# Filip Jánský
Richard Husmann (4. září 1922 Praha – 20. srpna 1987 Praha), publikující pod literárním pseudonymem Filip Jánský, byl český spisovatel, známý především jako autor románu s autobiografickými prvky Nebeští jezdci o životě českých bombardovacích letců ve Velké Británii za 2. světové války.

## Život
Jako nadšený skaut se okamžitě po německé okupaci zapojil do odboje v organizaci Obrana národa, jíž byl v létě 1939 vyslán se zpravodajským posláním do Německa; odtud se dostal do Belgie a Francie. Tam jako řada dalších Čechoslováků, odcházejících do zahraničí bojovat proti nacismu, musel vstoupit do cizinecké legie; po vypuknutí války přešel do československých jednotek, s nimiž byl po pádu Francie evakuován do Velké Británie. Tam se stal příslušníkem čs. 311. bombardovací perutě Royal Air Force jako zadní střelec; roku 1944 přešel do SSSR k 3. československému bitevnímu leteckému pluku. Dvakrát byl v boji těžce raněn a přežil osm nouzových přistání v zasažených strojích. Po válce byl zaměstnán na ministerstvu dopravy, ale v roce 1948 byl propuštěn a jistou dobu musel pracovat jako pomocný dělník.

## Dílo
Hned jeho debut Nebeští jezdci (1964) dosáhl mimořádné popularity, byl vydán slovensky, maďarsky, rumunsky, ale i ve Velké Británii a západním Německu a v roce 1968 zfilmován režisérem Jindřichem Polákem – viz heslo Nebeští jezdci.
Jánského následující, podstatně méně známé knihy rovněž čerpají z jeho životních zkušeností nebo leteckého prostředí (dobové podtituly podle katalogu Národní knihovny):
- Hrušňová alej (1970) – příběh gymnazisty, který po okupaci utíká za hranice
- Silvestrovská noc (1977) – "téměř detektivní román pro letecké fanoušky", o havárii na bratislavském letišti roku 1936
- Pevnost v poušti (1982) – "román z prostředí cizinecké legie", hrdinou je opět český utečenec na konci 30. let
- Zkouška důvěry (1985) – "soubor leteckých povídek ze západní i východní fronty"
- Vzpomínky nebeského jezdce (1999, zpracoval Jindřich Drebota) – autobiografické materiály a fotografie z pozůstalosti